# みなさ〜ん!ボンバーマンですヨ!!
『みなさ〜ん!ボンバーマンですヨ!!』は、「コミックボンボン」（講談社）の1995年9月号から1998年3月号にかけてに連載された漫画作品。作者は佐藤元。ハドソンのゲームソフトであるボンバーマンシリーズを題材としており、ストーリーやキャラクターなどで原作や出典となった個別作品は「スーパーボンバーマン3」、「スーパーボンバーマン4」 、「サターンボンバーマン」、「ボンバーマンワールド」、「ボンバーマンウォーズ」などがある。

## 概要
物語中盤では『地域密着型エンターテインメントコミック』というサブタイトルがつくように、ボンバーキッドが日本各地をめぐり名物を紹介しつつギャグを織り交ぜながらバトルをする作風であったが、終盤はギャグ漫画の傾向が強まり、直接爆弾の火力で戦うのではなくギャグが強ければ火力も上がると言う設定のギャグ爆弾から出されるギャグの度合いを競うものとなっている。そのギャグは当時のテレビ番組やCMのパロディやダジャレ化が主であった。しかし佐藤が自身のサイトで述べるところによると、当時の担当者はテレビをあまり見ていない人物であったため、前述のネタが理解されなかった上に、1998年にコミックボンボンの編集長が替わった際に新たな編集長の好みの問題で打ち切りとなったという。

## ストーリー
第一部
ボンバーキッドと赤ボンがバグラー一味との戦いと途中で出会ったハニーちゃんの記憶を取り戻すためにサッポロシティーを起点に日本全国を訪れる。ストーリーはオリジナルではあるが、登場するキャラクターは主に「スーパーボンバーマン3」を出典としている。
第二部
舞台を未来の宇宙に移し、白ボンと黒ボンを主役にして「スーパーボンバーマン4」をほぼ忠実に沿ったストーリーを展開する。
第三部
再びボンバーキッドと赤ボンを主役として、ボバる寺で資格を得るために強敵ボンバーを求めて世界中を放浪する。終盤には「サターンボンバーマン」のキャラクターが登場する。このころからオリジナルのボンバーマンの募集をするようになり、以降第四部まで読者が投稿した多くのオリジナルキャラクターが登場する。
第四部
赤ボンと別れたボンバーキッドはチアキボンバーとシノラーボンバーとともに再び日本全国を巡る旅に出る。途中から前述のギャグ爆弾が登場した事で作風が大きく転換した。
第五部
ナガノオリンピックの会場でギャグ爆弾による低気圧の渦に巻き込まれ、異空間に飛ばされたボンバーキッドはあることから伝説の勇者と誤解され悪の大魔王を倒す旅に強引に駆りだされる。「ボンバーマンワールド」、「ボンバーマンウォーズ」のキャラクターや舞台設定が登場する。単行本未収録。

## 主な登場キャラクター
ボンバーキッド
「スーパーボンバーマン4」編を除く本作の主人公。語尾に「だっぺ」をつけて喋る。福島県いわき市に実家がある。
原作『スーパーボンバーマン3』ではアメリカ代表のワールドボンバーだったが、この漫画ではウェスタン村に勤める日本のボンバーマンとなっている。
赤ボン
白ボン
黒ボン
ハニーちゃん
チアキボンバー
千秋をモチーフとしたオリジナルボンバーマン。
シノラーボンバー
篠原ともえをモチーフとしたオリジナルボンバーマン。
バグラー

## 単行本
単行本はコミックボンボンに掲載された作品にもかかわらず、一般的なボンボンコミックスのサイズである新書判でなはなく、KCDXで使用されるB6のサイズで刊行された。
1. 1996年5月刊行、ISBN 4063196992
2. 1997年1月刊行、ISBN 4063197719
3. 1997年8月刊行、ISBN 4063198316
4. 1998年4月刊行、ISBN 4063199258